# Eulithis schwederi
Eulithis schwederi là một loài bướm đêm trong họ Geometridae.